# アルーシャ州
アルーシャ州（アルーシャしゅう、スワヒリ語: Mkoa wa Arusha）は、タンザニア北部の州である。
住民のほとんどがスワヒリ語と彼等の部族の言語を話し、多くはまた英語も話す。マサイ族は、地域で最も有力な部族である。面積86,100 km2、人口1,292,973人（2002年）、州都は州最大の都市でもあるアルーシャ。

## 隣接州
西にマラ州、シニャンガ州、南にマニャラ州、東にキリマンジャロ州、北にケニアのリフトバレー州と接している。

## 地理

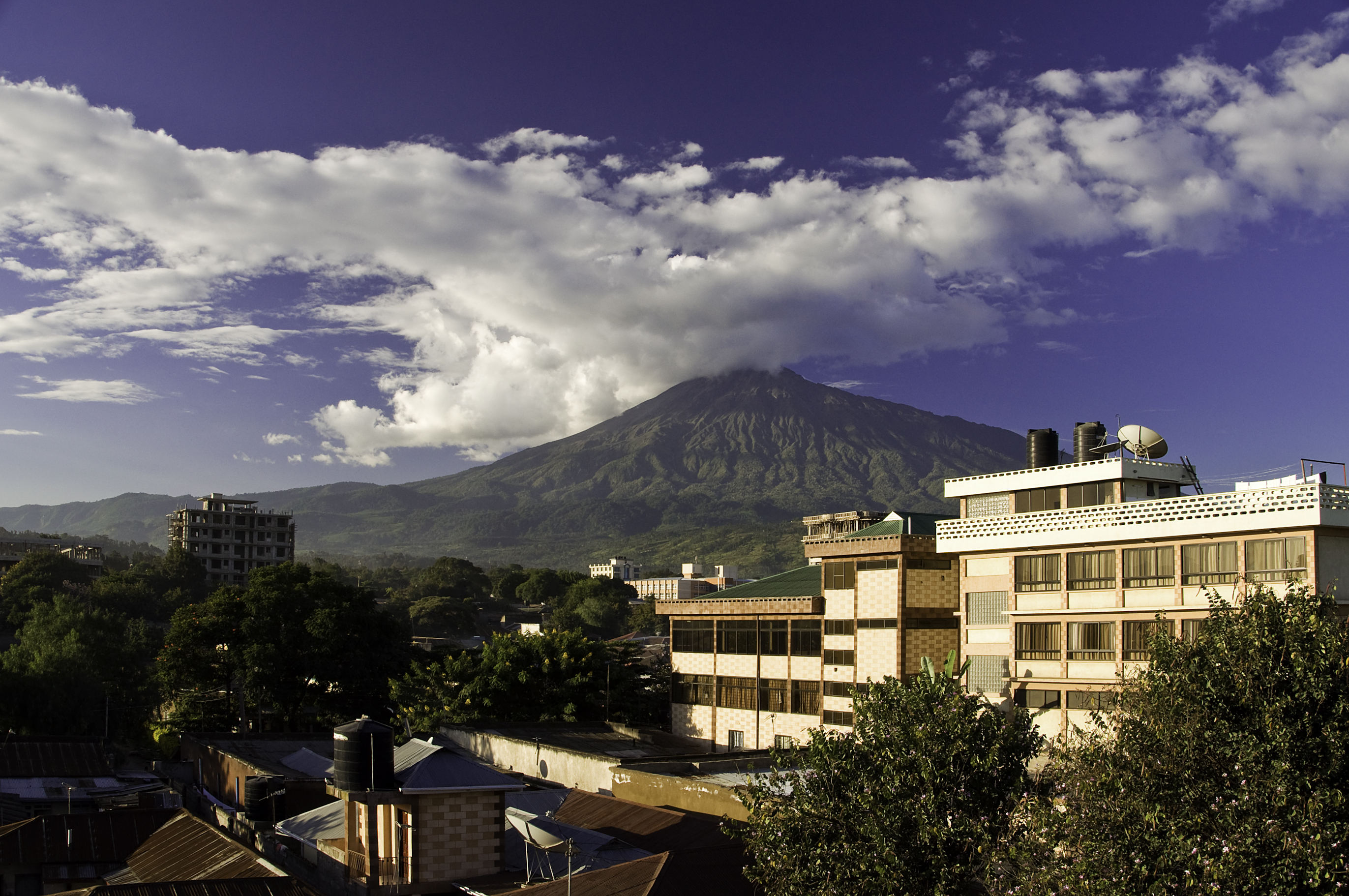
アルーシャ州から眺めたメルー山
画像は北東の方向からの撮影

乾燥したサバンナ草原と、雨量多い緑の山、湖が入り混じる。標高4,655 mのメルー山はタンザニア第2、アフリカ第5位の山で、周辺はアルーシャ国立公園に指定されている。アフリカ大地溝帯（グレート・リフト・バレー）が州の中央を南北に走り、ナトロン湖、エヤシ湖、マニャラ湖がある。西部はセレンゲティ平原の一部で、セレンゲティ国立公園の一部ともなっている。またこれに隣接してンゴロンゴロ・クレーターを含むンゴロンゴロ自然保護区がある。隣のキリマンジャロ州にあるキリマンジャロ山とともに、これらの自然は世界的に有名な観光地で、外国からの観光客が訪れる。

## 歴史と人口
2002年に南部が分割されマニャラ州となった。1988年の人口は、134万8170人（うち分割後のアルーシャ州に相当する地域は74万4479人）。2002年分割直後の人口は128万8088人。周辺からの人口流入もあって増加している。

## 産業
2002-03年度の作付面積では、トウモロコシとインゲンマメが多い。他にはバナナが地元の主食用、コーヒーが輸出作物としてメル山の麓で栽培される。

## 交通
キリマンジャロ国際空港がアルーシャ州東部、アルーシャとキリマンジャロ州のモシの中間にあり、旅行者や仕事に利用される。乗り入れ航空会社は、タンザニア航空、エチオピア航空、ケニア航空、KLMオランダ航空である。小規模ながらアルーシャ空港も位置している。
ほとんどの道路は未舗装であるが、3つの主要高速道路は舗装されている。1つ目は、一般的にナイロビ・ロードと呼ばれ、キリマンジャロ国際空港から西にアルーシャを通り、メルー山廻りで北へ曲がり、ケニアの首都ナイロビへと続く。2つ目は、一般的にドドマ・ロードと呼ばれ、アルーシャから始まりキソンゴ、マセラニを通り、そしてモンジュリを過ぎて西へ行く。マニャラ湖廻りで南へ曲がりはじめ、ババティと法律上の首都ドドマに続いている。3つ目は、ドドマ・ロードからンゴンゴロ・クレーターまでの新しい高速道路で、多くの旅行者が通行している。
アルーシャ州は陸地に囲まれていて、可航河川がない。グレート・リフト・バレーの大きな湖は、水上交通向けには使われていない。

## 下位行政区画
- Arusha District
- Arusha District Council
- Karatu District
- Longido District
- Meru District
- Monduli District
- Ngorongoro District